# 유로몬
유로몬(1991년 12월 4일 ~ )은 대한민국의 축구 선수 출신 축구 지도자로 K리그1의 김천 상무의 플레잉 코치로 활동 중이며 계급은 중사이다.

## 프로 입단 전
경신중학교, 경신고등학교를 졸업 후 일본으로 건너가 류쓰케이자이 대학에서 4년간 활동했고 경신고등학교 시절까지 수비수 겸 수비형 미드필더로 활동하다가 일본으로 건너간 뒤에는 오른쪽 윙어로 포지션을 올렸다고 밝혔다.

## 클럽 경력
2015년 FC 서울 입단을 통해 프로에 입문했지만 2016년까지 단 1경기도 출전 기회를 잡지 못한 채 서울과의 계약을 해지했고 2017년 일본 J2리그의 미토 홀리호크를 거쳐 K3리그 베이직의 신생팀인 평택 시티즌에서 활동하며 팀의 준우승 및 차기 시즌 어드밴스 승격에 기여했다.
그리고 2017 시즌 종료 후 2018년 국군체육부대 부사관으로 지원하여 서류 전형에서 합격했음에도 불구하고 1차 지원에서는 불합격 판정을 받았으나 이후 이듬해인 2018년 3차 소집에서 끝내 합격 통보를 받으며 국군체육부대 남자 축구 부분에 입대한 최초의 부사관이 되었으며 김천 상무에서 선수 겸 플레잉코치로 복무하게 되었다.
그러나 당시 김천 상무 감독이었던 김태완 현 한국프로축구연맹 기술연구위원은 '유로몬 하사는 지도 부사관으로서 용사 신분의 선수들의 생활이나 행동을 돕는 역할을 수행할 수는 있지만 현재 국군체육부대의 제도 상에서 선수로의 출전은 불가능하며 유 하사 본인도 출전을 희망하지만 행정적으로는 불가능한 상황이다'라고 밝혔다.